# Shreeram Shankar Abhyankar
Shreeram Shankar Abhyankar (en marathi : श्रीराम शंकर अभ्यंकर, IAST : Śrīrām Śankar Abhyankar) (1930-2012) est un mathématicien indo-américain connu pour ses contributions en géométrie algébrique. Il est célèbre en particulier pour sa conjecture de 1957 (en) en théorie des groupes finis, résolue en 1994 par Michel Raynaud et David Harbater. Ses derniers travaux se situaient en géométrie algébrique effective et algorithmique.

## Biographie
Abhyankar est né dans une famille de brahmanes du Maharashtra. Il obtient son B.Sc. au Royal Institute of Science (en) en 1951, puis, à Harvard, son A.M. en 1952 et son Ph.D. en 1955. Sa thèse, dirigée par Oscar Zariski, s'intitule Local uniformization on algebraic surfaces over modular ground fields. Il est professeur associé de mathématiques à Cornell et à l'université Johns-Hopkins. Il est nommé Marshall Distinguished Professor of Mathematics à Purdue en 1967. Il est aussi professeur d'informatique et d'ingénierie.
Ses thèmes de recherche portent sur la géométrie algébrique (en particulier la résolution des singularités (en), un domaine dans lequel il fait des progrès significatifs sur les corps de caractéristique non nulle), l'algèbre commutative, les théories des algèbres locales, des valuations, des fonctions de plusieurs variables complexes, l'électrodynamique quantique, la théorie des circuits (en), la théorie des invariants, la combinatoire, la CAO et la robotique. Il popularise la conjecture du Jacobien.

## Sélection de publications
- Lectures on Algebra, World Scientific, 2006
- « Three Ways of Measuring Distance, Three Orbits, Three Subdegrees, or the Great Theorems of Cameron and Kantor », Notices AMS, août 2002 [lire en ligne]
- « Resolution of singularities and modular Galois theory », Bull. AMS, 2001 [lire en ligne]
- avec Oscar Zariski, Joseph Lipman et David Mumford : Algebraic Surfaces, 1995
- « Galois theory on the line in nonzero characteristic », Bull. AMS, vol. 27, 1992, p. 68-131 [lire en ligne]
- Algebraic Geometry for Scientists and Engineers, AMS, 1990
- Enumerative combinatorics of Young Tableaux, Dekker, 1988
- Weighted Expansions for Canonical Desingularizations, Lecture Notes in Mathematics, Springer, 1982
- Lectures on Expansion Techniques in Algebraic Geometry (notes by Balwant Singh), 1977, Tata Institute of Fundamental Research [lire en ligne]
- « Historical ramblings in algebraic geometry and related algebra », Amer. Math. Monthly, juin 1976 [lire en ligne] (qui lui a valu un prix Halmos-Ford en 1977 et un prix Chauvenet en 1978)
- Geometric Theory of Algebraic Space Curves, Lecture Notes in Mathematics, Springer, 1974
- « Local rings of high embedding dimension », Amer. J. Math., vol. 89, no 4, oct. 1967, p. 1073-1077
- Resolution of Singularities of Embedded Algebraic Surfaces, Academic Press, 1966, 2e éd. Springer 1998  (ISBN 3-540-63719-2)
- Local Analytic Geometry, Academic Press, 1964

## Distinctions
Abhyankar a reçu de nombreux prix et distinctions.
- Membre de l'Académie indienne des sciences
- Membre du comité éditorial de l'Indian Journal of Pure and Applied Mathematics
- Prix Chauvenet de la MAA (1978)
- Doctorat honoris causa de l'université d'Angers (29 octobre 1998)
- Membre de l'AMS (2012)[6]